# 두운

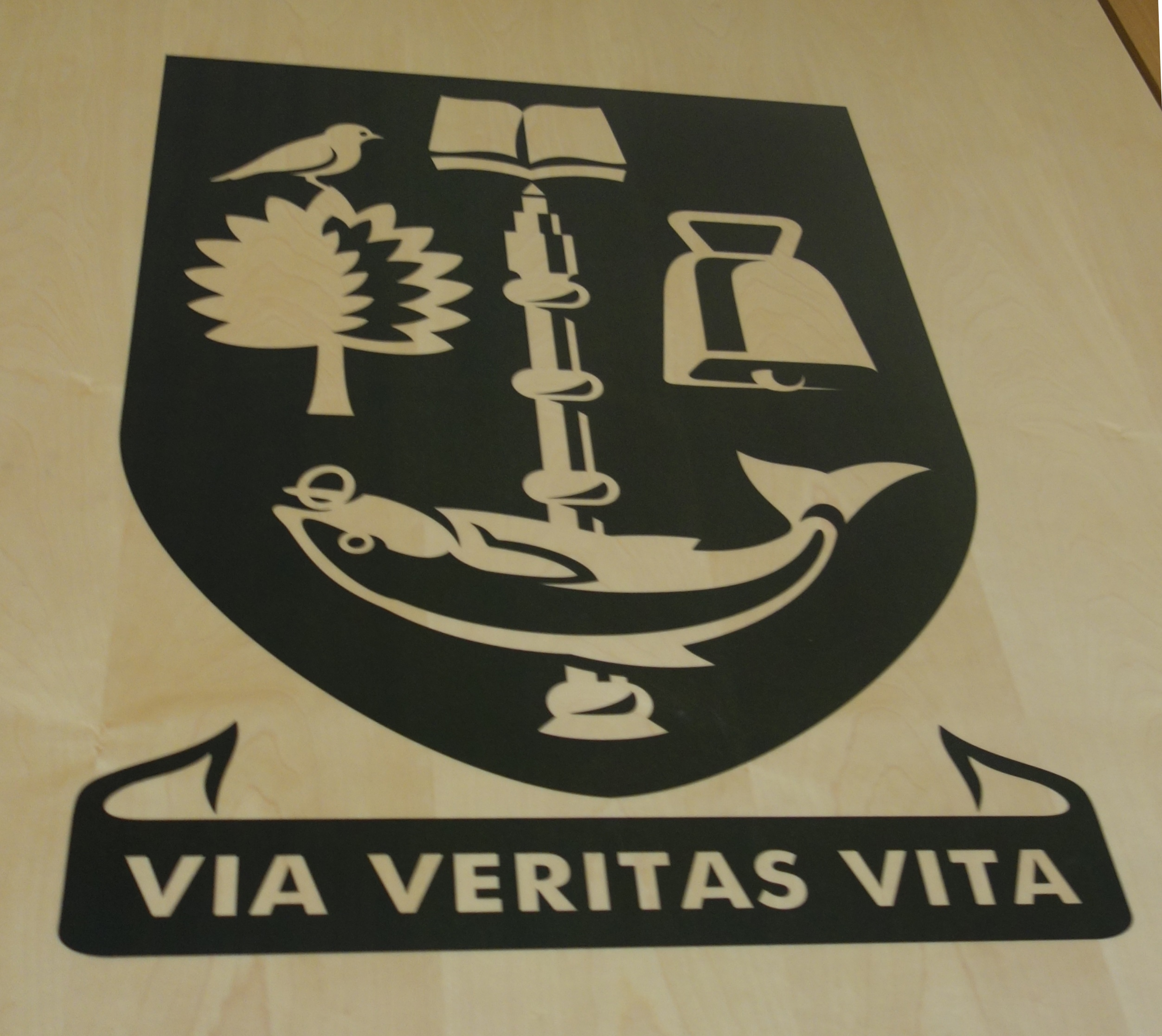

두운은 행의 앞 부분에 반복되는 단어를 넣어서 운율을 만드는 것을 말한다. 반복을 통해 운율을 형성하기 때문에 주로 시, 노래 등에 쓰인다.

## 두운의 효과
두운을 쓰면 리듬감, 즉 운율이 생기게 된다. 시의 3요소 중 하나인 운율은 주제를 강조하기도 하고, 시에 감각과 음악성을 불어넣어준다.

## 두운과 함께 쓰이는 것들
- 각운: 두운의 반대. 행의 뒷 부분에 반복을 넣어준다.
- 요운: 각운과 어준다.
- 압운: 두운, 각운, 요운을 합쳐서 압운이라 한다.

## 같이 보기
- 의성어